# セセオ

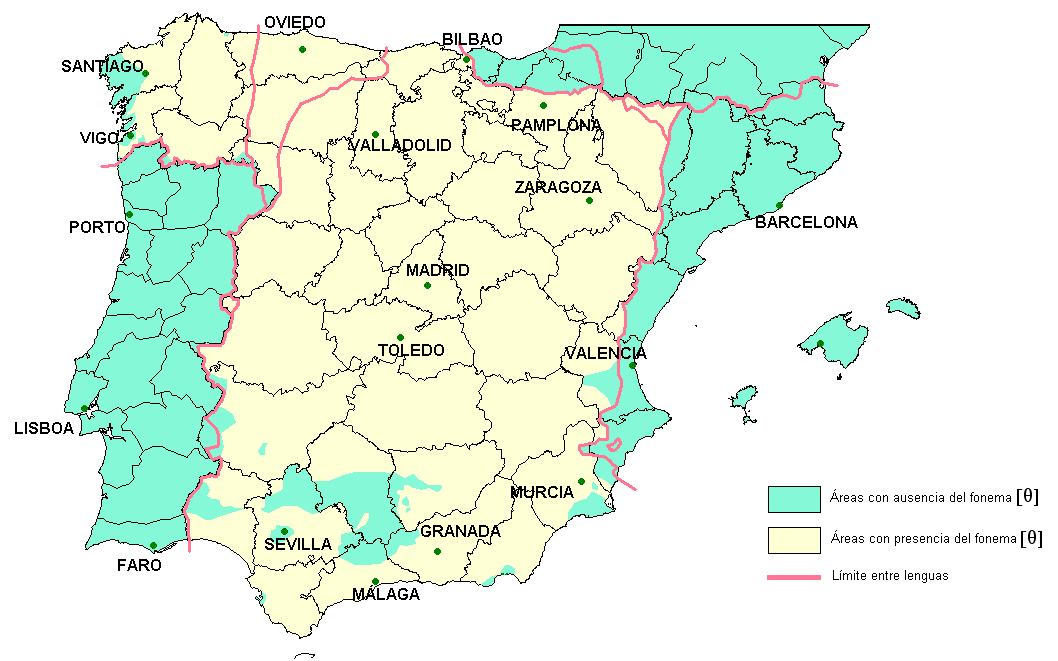
イベリア半島における音素/θ/の分布：
あり（黄）
なし（緑）
赤い線は異種の言語の使用範囲を示す

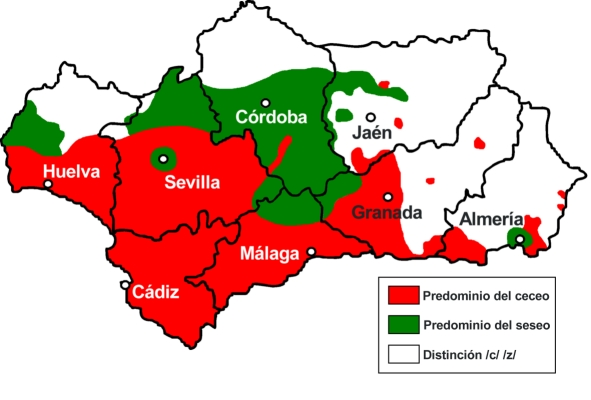
アンダルシア州におけるセセオの分布：
ceceo（赤）
seseo（緑）
区別あり（白）

セセオ（スペイン語：seseo）とは、スペイン語の音素 /θ/（“z”, “ce”, “ci”で書かれる）を /s/ と区別せず [s] と発音する現象のことで、中南米のほぼ全域、アンダルシア州（スペイン）の中部を中心とする地域、カナリア諸島などで見られる。そのように発音する人はセセイスタ (seseísta) またはセセアンテ (seseante) と呼ばれる。
逆に “s” を [θ] と発音する “ceceo”（日本語表記は同じセセオ）という現象もあり、これはアンダルシア州南部で見られる。セビリアはもともと ceceo の地域であったが、現在は seseo が一般的。ラテンアメリカの一部地域では [s] と [θ] は異音であり、まれに “s” を [θ] と発音することもある。また、 ceceo においても “s” を常に [θ] と発音するのではなく、音声環境によっては [s] と発音することもある。
/θ/ と /s/ を区別する場合、 seseo、 ceceo の対照
例： casa 「家」 / caza「狩り」
- 区別する場合: [ˈkasa] / [ˈkaθa]
- seseo: どちらも [ˈkasa]
- ceceo: どちらも [ˈkaθa]

/s/ の発音自体、セセオの地域とそれ以外の地域で差異がある。アンダルシアや中南米では英語の [s] と同じ発音をするが、スペイン中部・北部では舌を凹状にして調音され、やや [ʃ] に近く聞こえる。
ガリシア語でも同様に /θ/ を [s] と発音する現象があり、これもセセオと呼ばれる。

## 歴史
現在の音素 /θ/ は15世紀以前は [ts] であった。さらに古くは ç [ts], z [dz] があり、それが合流して z, c (+ e, i) [ts] となった。 [ts] が15世紀にスペインの大部分では [θ]、アンダルシア州中部では [s] へと音韻変化を遂げた。大航海時代、中南米のスペイン植民地への植民者の多くはアンダルシア中部出身であったため、seseo は中南米全域で見られるようになった。
また、15世紀以前、 s は有声音間では有声化し、 [z] で発音された。したがって、本来区別していた /s/, /z/, /ts/, /dz/ という4種類の音素が、現在の seseo の場合区別されず一概に [s] と発音されるようになった。この点では、日本語における四つ仮名の音韻変化と類似している。